# Boil (Band)
Boil war eine dänische Progressive- und Alternative-Rock-Band aus Aarhus, die im Jahr 2004 gegründet wurde und sich 2013 auflöste.

## Geschichte
Nachdem die Band im Jahr 2004 gegründet worden war, erschien im Januar 2007 das Debütalbum Vessel. Das Album erhielt eine Nominierung für das Debütalbum des Jahres bei den Danish Metal Awards 2007. Nach der Veröffentlichung ging die Band auf Tour und trat 2008 auf dem Sweden Rock Festival und dem SPOT Festival in Dänemark auf. Ein zweites Album schloss sich im April 2010 unter dem Namen A New Decay an. Der Tonträger wurde von der Band selbst aufgenommen und abgemischt und dann von Tue Madsen gemastert. Das Album erhielt unter anderem eine Rezension im Metal Hammer. Zur Single Sleepwalker wurde zudem ein Musikvideo gedreht. 2011 schrieb die Gruppe an ihrem dritten Album, das im Januar und Februar 2012 in den Sleepwalker Studios aufgenommen und wurde dann vom Schweden Jens Bogren in den Fascination Street Studios abgemischt und gemastert wurde. Nachdem die Gruppe einen Vertrag bei Vici Solum Productions unterzeichnet hatte, erschien der Tonträger hierüber weltweit im Februar 2013 unter dem Namen aXiom. Zuvor war bereits zur Single Vindication ein Musikvideo im Oktober 2012 erschienen. Für Oktober 2013 war ein Auftritt auf dem ProgPower Europe geplant, der jedoch nicht stattfinden konnte, da die Gruppe im September zuvor ihre Auflösung bekanntgab. Als Ersatz sprang Oddland ein.

## Stil
Laut Tobias Gerber vom Metal Hammer ist die Band zwischen Tool und Alice in Chains einzuordnen. Zudem sei auch ein kleiner Volbeat-Einfluss hörbar. Die Lieder hingen zwar thematisch nicht zusammen, jedoch gehen es in den meisten Liedern um eine „sterile[n], gleichförmige[n] Gesellschaft, der eine glatte Optik wichtiger ist als ein wenig Leben“. Gerber zog in seiner Rezension zuvor zum Album A New Decay ebenfalls einen Vergleich zu Tool, sei jedoch „[r]ockiger, eingängier und weniger verkopft“. Vor allem der Gesang erinnere an Maynard James Keenan. Die Musik sei für Tool-Fans geeignet, ohne dass die Musik jedoch zu progressiv werde. Ähnlich beschrieb es Marcel Rudoletzky vom Metal Hammer in seiner Rezension zu aXiom, indem er die Musik als progressiven Alternative Rock bezeichnete. Im Lied Sever the Tie hörte er auch leichte Parallelen zu Tool heraus.

## Diskografie
- 2005: Promo 2005 (Demo, Eigenveröffentlichung)
- 2007: Vessel (Album, Gateway Music)
- 2010: A New Decay (Album, Mighty Music)
- 2013: aXiom (Album, Vici Solum Productions)